# 130 PO 1566s à 1605s
Les  130 PO 1566s à 1605s sont des locomotives de la compagnie du chemin de fer de Paris à Orléans de type 130 Mogul, affectées à la traction des trains de marchandises et de voyageurs.

## Histoire
Une série de 14 locomotives de type 130, est construite par les ateliers de la compagnie par transformation des locomotives de type 030 et mises en service en 1911 et 1913. Elles sont toutes équipées de la surchauffe et de ce fait, leur numéros de parc est suivi de la lettre S.
Ces machines sont issues de la transformation d'ancienne locomotives de type 030. Elles étaient immatriculées dans la série 1560 à 1605.
Les locomotives transformées sont dés lors, numérotées dans le parc de la compagnie dans la série 1566 S, 1576 S, 1577 S, 1578 S, 1581 S, 1584 S, 1584 à 1586 S, 1589 et 1590 S, 1594 S, 1598 S, 1599 S, 1600 S ,1602 S, 1605 S,  puis, en 1934, renumérotées 130 566 à 130 580, dans l'effectif du PO-Midi.
En 1938, lors de la création de la SNCF, elles deviennent 4-130 E 566 à 4-130 E 580.

## Caractéristiques
Diamètre des roues motrices: 1,60 m
Diamètre des roues du bissel: 0,81 m
Empattement total (avec bissel): 6,25 m
Diamètre et course des cylindres : 500 x 600 mm,
Timbre de la chaudière : 12 Kg
Surface de grille :2,43 m2
Surface de chauffe du foyer : 13,1 m2
Surface de chauffe des tubes : intérieure 145,90 m2, extérieure 96,47 m2
Surface de chauffe totale : intérieure : 195,97 m2, extérieure : 108,47 m2
Poids à vide : 58,400 t
Poids en charge : 63,600 t